# SPN (長浜市の企業)
株式会社SPN（エス・ピー・エヌ、Super-line Partners Network）は滋賀県長浜市に本社を置く自動車中古部品の販売企業。トヨタ自動車など大手自動車メーカーと取引を行っている。

## 本社
- 長浜本社 - 滋賀県長浜市口分田町460-3　AERビル1F
- 東京本社 - 東京都中央区日本橋1丁目2-2　親和ビル7F